# Arrêt Plaumann
 (octobre 2016).
Si vous disposez d'ouvrages ou d'articles de référence ou si vous connaissez des sites web de qualité traitant du thème abordé ici, merci de compléter l'article en donnant les références utiles à sa vérifiabilité et en les liant à la section « Notes et références ».
Plaumann & Co / Commission (1963), Affaire 25/62, est un arrêt de la Cour de justice de l'Union européenne concernant les conditions du recours en annulation pour les particuliers en droit de l'Union européenne.

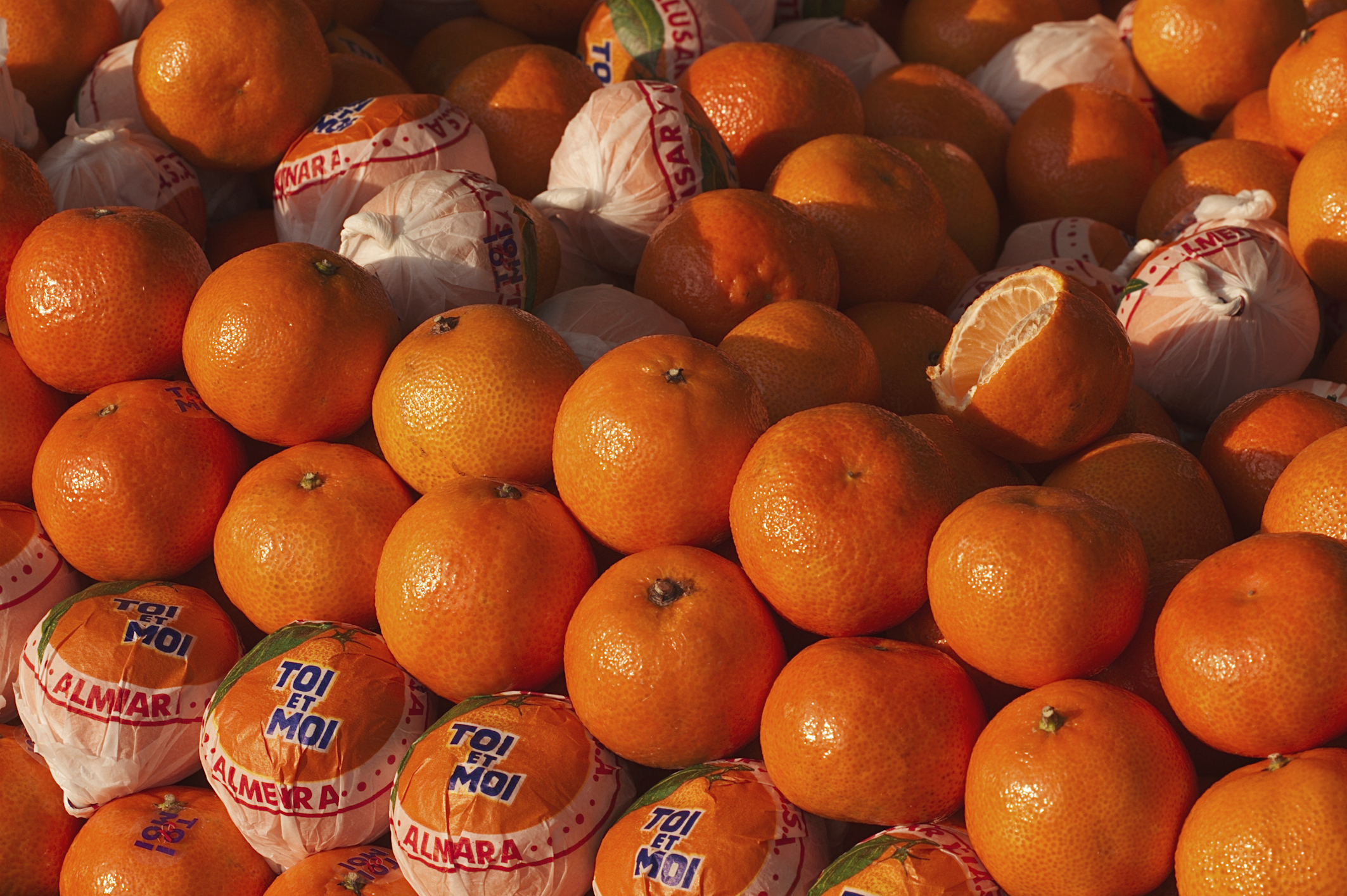

## Faits
Plaumann & Co est un importateur de clémentines. Les autorités allemandes ont souhaité suspendre les droits de douane sur les importations, mais la Commission européenne rejeta la demande. Plaumann ouvre un recours contre la décision de la Commission. 

## Arrêt
La Cour de justice a jugé que Plaumann & Co n'avait pas qualité pour un recours en annulation contre la décision de la Commission car la société n'était pas "individuellement concernée", condition posée à l'article 263 TFUE.

Une conception restrictive de la condition de l'individualité est appliquée, le requérant devant se trouver dans un cercle fermé d'opérateurs, déterminable à l'avance, la norme en droit de l'Union européenne étant assimilable à une décision dont il serait l'un des destinataires. 

« Qu'en l'espèce, le requérant est atteint par la décision litigieuse en tant qu'importateur de clémentines, c'est-à-dire en raison d'une activité commerciale qui, à n'importe quel moment, peut être exercée par n'importe quel sujet, et qui n'est donc pas de nature à le caractériser par rapport à la décision attaquée d'une façon analogue à celle du destinataire;
Que, pour ces raisons, il y a lieu de conclure que le présent recours en annulation doit être déclaré non recevable. »

## Principe énoncé
« Les sujets autres que le destinataire d'une décision ne sauraient prétendre être concernés individuellement que si cette décision les atteint en raison de certaines qualités qui leur sont particulières ou d'une situation de fait qui les caractérise par rapport à toute autre personne et de ce fait les individualise d'une manière analogue à celle du destinataire. »